# Капча
Капча (енгл. CAPTCHA, потврдни код) је врста изазов-одговор теста који се користи у рачунарству да одреди да ли је корисник човек или машина. Поступак подразумева један рачунар (сервер), који тражи од корисника да одради једноставан тест који је рачунар способан да створи и оцени. Пошто би рачунар требало да буде неспособан да реши тај тест, сваки корисник који унесе тачан одговор сматра се човеком. Уобичајене капче траже од корисника да унесе неколико слова која су приказана на неки начин искривљеној слици.
Скраћеница CAPTCHA долази од енглеског Completely Automated Public Turing test to tell Computers and Humans Apart (у преводу: потпуно аутоматизовани јавни Тјурингов тест за разликовање рачунара и људи).
Проблем који стварају уобичајене капче јесте што онемогућују приступ не само рачунарима, већ и слепим и слабовидим лицима, која немају начина да одговоре на тражени упит. Неки од начина за решавање овог проблема, мада се у пракси још увек релативно ретко користе, јесу омогућавање слепим или слабовидим лицима да кликом на одговарајуће дугме затраже да уместо сликовне покрену звучну капчу, или да се обрате администратору система, који ће им омогућити отварање налога.
Како време пролази, развијају се све напреднији алгоритми за читање капчи, па и саме сличице постају све сложеније. Ово с једне стране значи да понекад читање слова са слике и за човека може да представља велики изазов, неки системи нуде кориснику да замени слику уколико му је нечитљива. С друге стране, нови алгоритми развијени за разбијање система капчи могу да унапреде технологију за оптичко препознавање знакова (ОЦР).
Неки од изумитеља система капчи су уградили начин да се део напора који корисници улажу да одговоре на ове тестове практично искористи у виду система расподељеног рада. По овој идеји, један део капче представља уобичајени текст који је нечитљив за машину, али сервер зна шта на слици пише, па може да провери да ли је корисник унео тачан одговор, док други део представља мали део скенираног текста који ОЦР читачи нису успели да разаберу (погледајте Пројекат Гутенберг), па се корисников одговор користи да дешифрује тај део текста.

## Разлози за коришћење
Постоји више разлога због којих се користе овакви тестови за разликовање рачунара и људи. Један је спречавање непожељних порука на форумима. Оглашивачи често праве ботове који крстаре интернетом, проналазе форуме на којима отварају налоге, и затим обасипају све расправе нерелевантним рекламним материјалом. Ово наравно могу и људи да раде, али би то било много много мање исплативо, јер рачунар може да оставља поруке стотинама пута брже.
Други разлог је спречавање самоотварања хиљада налога на сајтовима који пружају разне бесплатне услуге, на пример Џимејл, сервис за електронску пошту, што може да исцрпи системске ресурсе.
Трећи разлог може да буде спречавање приступа ботовима бесплатним системима који се финансирају приказивањем огласних банера. На пример, сервери који служе за размену датотека између корисника интернета често не наплаћују своје услуге ни пошиљаоцима датотека, нити корисницима који их преузимају с интернета, а своје трошкове покривају и зарађују тако што пре почетка преузимања датотеке кориснику приказују огласне поруке. Уколико би неко програмирао ботове да преузимају материјале с таквих сајтова, што је развијена пракса, огласе нико не би видео, и покровитељи не би имали интереса да плаћају постављање својих огласних банера.
Још једна примена је заштита корисничких налога од напада који су усмерени на откривање корисничке лозинке методом грубе силе, испробавање комбинација слова док се не открије која је лозинка. Ако корисник при пријављивању више пута унесе погрешну лозинку, за сваки следећи покушај се од њега тражи да унесе слова са капче, како би се спречило могуће откривање лозинке од бота.